# Dave Lombardo
Dave Lombardo (Havana, 16 de fevereiro de 1965) é um músico cubano conhecido por ser baterista e cofundador da banda de thrash metal Slayer.
Ele migrou ainda jovem para os Estados Unidos e integrou o Slayer desde o princípio da formação da banda na bateria, instrumento no qual atualmente é apontado como um dos melhores do mundo. Dave saiu da banda em 1992, retornou em 2002, e em 2013 foi demitido. Após deixar o Slayer, ele participou/criou várias bandas como Fantômas, Grip Inc., Voodoocult, Testament, Apocalyptica, além de aparições em algumas músicas de outros grupos e alguns projetos. Lombardo é atualmente o baterista da banda Suicidal Tendencies.
O interesse de Lombardo  pela música surgiu quando ele começou a ouvir um álbum de Santana que continha alguns bongos, posteriormente mudando seu direcionamento para bandas do estilo de Led Zeppelin e Kiss.
Lombardo é conhecido por ser um baterista de thrash metal muito agressivo e extremamente habilidoso. Sua forma de tocar foi definida como "incrivelmente inovadora" e recebeu o título de "pai do bumbo duplo" pela Drummer World. Ao longo de sua carreira, gerou uma grande influência na cena do metal, tendo inspirado muitos bateristas novos, especialmente entre o thrash e death metal.
Dave Lombardo aparece em primeiro lugar na lista dos 'Dez Melhores Bateristas de Metal' do site OC Weekly. Também ficou em quarto lugar na lista dos "50 melhores bateristas de hard rock e metal de todos os tempos" do site Loudwire. Em lista da revista Rolling Stone, o  músico ficou na posição 47 dos "100 Maiores Bateristas de Todos os Tempos.

## História

### Juventude
Lombardo nasceu em Havana, Cuba, em 16 de fevereiro de 1965. Quando tinha dois anos de idade, sua família se mudou para South Gate, Califórnia. Seu interesse musical pela bateria começou com 8 anos, levando-o a juntar-se a a banda da escola onde tocava uma bateria de marcha,  embora logo ele visse que este "não era um instrumento para ele". O pai de Lombardo afirmou que seu persistente interesse pela música com 10 de idade o fez comprar um kit de bateria Maxwin de US$ 350. Imediatamente em seguida Lombardo comprou seu primeiro disco, Alive! do Kiss, para tocar junto. Ele aprendeu sozinho a canção "100 000 Years" apenas ouvindo o disco várias vezes, até que ele foi capaz de tocar o solo de bateria perfeitamente.
Com o seu recém-descoberto hobby, Lombardo pediu a seus pais que tivesse aulas de bateria. Seus pais consentiram, embora as aulas tenham durado apenas uma semana. Lombardo rapidamente cansou-se da repetitividade, as lições não progrediram rápido o bastante para desafiar sua já única aptidão. Depois de abandonar as aulas, um amigo de Lombardo o expôs a disco music, o qual o levou a uma afinidade ao funk, música latina e soul. Ele logo tornou-se um DJ  temporário para um discotecário móvel sob o nome de A Touch of Class. Não contentes com sua chegada em casa às 4h00 da manhã com frequência, seus pais o ameaçaram pôr numa escola militar se ele não parasse. Os shows transitórios terminaram logo após.
Em 1978, Lombardo voltou a tocar rock, após fazer amizades com músicos do gênero na região de South Gate. Graduado na oitava série por uma escola particular, Lombardo foi para o colégio Pius X High School. Ele inscreveu-se para o show de talentos da escola e tocou "Johnny B. Goode" de Chuck Berry com um guitarrista chamado Peter Fashing. "Eu nunca esquecerei do barulho da multidão durante o solo de bateria. Nós arrebentamos", disse Lombardo, que veio veio a ser conhecido como "David o baterista" no dia seguinte. A banda se apresentou em diversos eventos sob o nome Sabotage, mas não obtiveram sucesso em causar impacto.
Os pais de Lombardo, percebendo o seu afastamento de tudo com exceção da música, convenceram-no a sair da banda, focando em estudar e arranjar um emprego. Sabendo da prossecução de seu filho à vida no palco ao invés dos estudos, a mãe de Dave pediu que ele ao menos deveria se formar no ensino médio. Lombardo realizou o desejo de sua mãe, graduando-se no South Gate High School em junho de 1983. Imediatamente em seguida, ele foi recomendado por seu professor de redação técnica ao Diesel Energy Systems Company. Impressionados com sua habilidade, eles contrataram-no na hora. Simultaneamente, o Slayer entrou em estúdio para gravar seu primeiro álbum. Show No Mercy foi lançado em dezembro de 1983. Uma possível vida como Redator Técnico foi rapidamente descartada. Apenas seis meses após se formar, o destino de Lombardo em ser um dos músicos mais aclamados do mundo foi solidificado.

### Slayer
Com 16 anos, Dave foi avisado por seus amigos de uma banda chamada Sinister, de Huntington Park/Califórnia, sobre um guitarrista que morava a poucas quadras de distância. Uma tarde, depois de fazer uma entrega para o restaurante que ele trabalhava, Dave dirigiu até a casa do guitarrista e viu Kerry King. Dave se apresentou, mencionou que tocava bateria e que ouviu falar de ele ser um guitarrista. Lombardo perguntou a King se ele gostaria de tocar com ele. King concordou e então se ofereceu para mostrar a Lombardo sua coleção de guitarra mais tarde naquela noite. Os dois rapidamente perceberam que compartilhavam alguns dos mesmos interesses musicais. King e Lombardo ensaiaram na garagem de Lombardo várias vezes. King, então, apresentou Jeff Hanneman. Os três ensaiaram mais algumas vezes e decidiram que precisavam de um cantor e baixista. Kerry havia tocado com Tom Araya em uma banda chamada Quits e decidiu apresentá-lo a Lombardo e Hanneman.
Com a formação  do Slayer agora completa, a música penetrante assumiu vida própria, sem o conhecimento da banda, garantindo seu lugar na história da música. A banda excursionou extensivamente no início dos anos 1980 para promover o seu álbum de estreia, Show No Mercy. Durante a tour de 1986 do Slayer "Reign in Pain" para promover o álbum Reign in Blood, Lombardo deixou a banda e afirmando "Eu não estava fazendo nenhum dinheiro. Eu achava que se  estivéssemos fazendo isso profissionalmente, em uma grande gravadora, eu queria receber meus ganhos e pagamentos." A banda recrutou Tony Scaglione do Whiplash como seu substituto. Descontente com a mudança, Rick Rubin repetidamente chamou Lombardo pedindo-lhe para voltar. Depois de recusar várias vezes, Lombardo finalmente decidiu retornar em 1987. Lombardo gravou a bateria nos álbuns do Slayer South of Heaven (1988) e Seasons in the Abyss (1990), em seguida, deixou a banda novamente em 1992. A decisão de Lombardo para deixar o Slayer foi devido a conflitos com membros da banda e seu desejo de testemunhar o nascimento de seu primeiro filho. Dave deu aos membros da banda o aviso de que sua esposa estava grávida, afirmando que ele não seria capaz de ingressar em setembro. Ele logo recebeu um telefonema do empresário Rick Rubin: "Dave, grandes shows estão chegando em Setembro ... " O gerente disse que seria prejudicial para a carreira do Slayer se não fizessem a turnê. Lombardo manteve-se firme em sua decisão, reiterando que ele não perderia este momento fundamental em sua vida.
Em 2001, 10 anos após a saída do Slayer, Lombardo recebeu um telefonema da banda perguntando se ele gostaria de realizar alguns shows. Enquanto o guitarrista  Jeff Hanneman queria que ele voltasse, King não pensou em Lombardo como candidato e acreditava que ele não seria capaz de tocar a um nível satisfatório. No entanto, King foi "surpreendido" por Lombardo nos ensaios, afirmando que "ele tem os pés e ele tem nas mãos, ele não está errando nenhuma parte". O Slayer precisava de um baterista para substituir Paul Bostaph, que deixou a banda por causa de uma crônica lesão no cotovelo.
Lombardo decidiu retomar a função de baterista. Seu primeiro show foi no The 7 Flags Event Center, próximo a Des Moines, Iowa, em 2 de fevereiro de 2002. No início do concerto, o vocalista Tom Araya felicitou o retorno de  Dave Lombardo, assim como dedicou o show ao vocalista Paul Baloff do Exodus, que havia falecido no começo daquele dia. Lombardo excursou com o Slayer no Ozzfest, H82k2, Summer Tour, e no Download Festival de 2004. Enquanto preparavam-se para o Download Festival na Inglaterra, o baterista do Metallica Lars Ulrich foi hospitalizado por um motivo desconhecido. O vocalista do Metallica James Hetfield procurou por voluntários para substituir Ulrich; o baterista Joey Jordison do Slipknot, Lombardo e Flemming Larsen,  o técnico de som de Lars Urlich se dispuseram a tocar. Lombardo  tocou nas canções "Battery" e "The Four Horsemen", Flemming Larsen  tocou a " Fade To Black" , E Joey Jordison tocou nas restantes musicas do alinhamento.
Lombardo gravou o álbum Christ Illusion de 2006 do Slayer, promovendo o álbum na The Unholy Alliance Tour. King afirmou que Lombardo  era a principal atração para os fãs, e era uma das razões para o aumento da popularidade da banda. King disse que preferia Lombardo como baterista, assim como os outros membros da banda. O baixista Tom Araya declarou: "É uma espécie de retorno da época que começamos. Ele é um grande músico. Nós recomeçamos de onde paramos, sabe? É como se ele nunca tivesse saído. Ele está trabalhando com Kerry em suas músicas. Ele ajudou muito realmente!"
Christ Illusion recebeu no geral boas avaliações e o retorno de Lombardo foi louvado pela crítica. Chris Steffen da Rolling Stone afirmou "Christ Illusion é God Hates Us All sem os riffs memoráveis, pelo menos seu incrível baterista Dave Lombardo dá um show, especialmente na furiosa 'Supremist.'" Don Kaye do Blabbermouth deu ao álbum uma boa nota e elogiou Lombardo. Kaye escreveu: "Uma coisa é certa: a influência de Lombardo sobre esta banda é absolutamente inegável. Ele é simplesmente essencial para o som do Slayer. Ele é um dos melhores bateristas de todo o metal, talvez o melhor no campo do thrash/speed metal, e seu poder, estilo, e habilidade - para não mencionar sua química intangível com o resto do grupo e aqueles pés voadores fantásticos - trazem o desempenho geral, a intensidade e a música do Slayer a um nível superior."
Lombardo gravou outro disco com o Slayer em 2009, chamado World Painted Blood.
Em 20 de fevereiro de 2013, foi anunciado que Lombardo estava despedido do Slayer para a turnê australiana em razão de problemas contratuais. Ele foi substituído por Paul Bostaph desde então. Seguiu tocando com o Suicidal Tendecies, Misfits e Mr. Bungle.
Em 01 de março de 2022, Lombardo teve seu retorno ao Testament anunciado pelas redes sociais da banda, substituindo outra lenda da bateria, Gene Hoglan.
Além dos vários projetos no heavy metal em 2021 Dave revelou um novo projeto em andamento, o Venamoris. Projeto formado com sua esposa Paula que, segundo o próprio Dave, é resultado de muitas noites de música acompanhadas com vinho que decidiram compartilhar com o mundo em um álbum completo. O álbum do Venamoris "Drown in Emotion" já possui singles lançados nas próprias redes de Dave e será oficialmente lançado em 10 de fevereiro de 2023. Segundo Dave, um projeto com a esposa está na sua "mira" desde 2010 quando começou a resgatar a experiência como cantora de Paula, principalmente com Wayne Newton.

## Estilo
Lombardo é conhecido por seu estilo rápido e agressivo de tocar, utilizando a técnica de bumbo duplo que o fez receber da revista Drummerworld o apelido de "o pai do bumbo duplo".
Lombardo falou sobre o uso de dois bumbos: "quando você bate o pedal no bumbo ele continua a ressoar. Quando você atinge-o no mesmo lugar de novo apenas depois que você recebe uma espécie de 'golpe investido' do bumbo batendo com o outro pedal. Não te deixa respirar." Quando  toca bumbo duplo, Lombardo utiliza a técnica de "calcanhares levantados" e posiciona os pedais em um ângulo definido. Além de considerá-lo como uma influência, o baterista do Arch Enemy, Daniel Erlandsson, diz que Lombardo "tem muito bom gosto para tocar, e não faz firulas. Possui um groove que muitos bateristas de speed metal e metal em geral não tem."
Quando perguntado numa entrevista "Quão talentoso é Dave Lombardo?", Kerry King respondeu: “Você já viu o filme "The Natural"? (saiu no Brasil sob o título "Um Homem Fora de Série", e relata a trajetória de um jogador de beisebol com habilidades consideradas quase sobrenaturais). Aquele é o Dave. Ele não tem que tentar ser bom. Ele chega no lugar do show 10 ou 15 minutos antes de subirmos ao palco e ele não se aquece. Ele apenas sobe e faz isso, depois de eu e Jeff (Hanneman, guitarrista) termos aquecido por uma hora”.

## Discografia
| - 1983: Show No Mercy - 1984: Haunting the Chapel - 1985: Live Undead - 1985: Hell Awaits - 1986: Reign in Blood - 1988: South of Heaven - 1990: Seasons in the Abyss - 1991: Decade of Aggression - 2006: Christ Illusion - 2009: World Painted Blood - 1999: Fantômas - 2001: The Director's Cut - 2004: Delìrium Còrdia - 2005: Suspended Animation - 2005: Fantômas / Melt-Banana - 1999: The Gathering - 2016: World Gone Mad | - 1995: Power of Inner Strength - 1997: Nemesis - 1999: Solidify - 2004: Incorporated - 2012: Harmonic - 2014: Fire from the Evening Sun - 1994: Jesus Killing Machine — Voodoocult - 1999: Vivaldi The Meeting — Lorenzo Arruga, DAVE LOMBARDO & Friends - 1999: Taboo & Exile — John Zorn - 2000: Xu Feng — John Zorn - 2003: Reflections — Apocalyptica - 2005: Apocalyptica — Apocalyptica ("Betrayal/Forgiveness") - 2005: Drums of Death — com: DJ Spooky - 2007: Worlds Collide — Apocalyptica ("Last Hope") - 2009: Extremely Sorry — com: Baron & Lemmy Kilmister ("Stand By Me") - 2010: 7th Symphony — Apocalyptica ("2010") - 2013: The Mediator Between Head and Hands Must Be the Heart – Sepultura ("Obsessed") - 2023: Drown in Emotion — Venamoris |  |